# Necropoli di Vollein
La necropoli di Vollein (in francese Nécropole de Vollein) è un sito archeologico situato nei pressi dell'omonimo villaggio del comune di Quart, in Valle d'Aosta, sulla destra orografica del vallone di Saint-Barthélemy. 
Sia da un punto di vista archeologico che geologico Vollein è uno dei siti più interessanti della Valle d'Aosta: alla necropoli neolitica si sommano numerose incisioni rupestri risalenti al II millennio a.C., mentre a un reticolo di trench si affiancano massi erratici e rocce montonate testimonianze del periodo delle glaciazioni che redono il geosito meta turistica ambita.
Dalla necropoli, liberamente visitabile, si offre il panorama della valle centrale.

## Descrizione
La scoperta del sito archeologico risale al 1968, quando sono stati ritrovati i resti della necropoli del neolitico che si è subito imposta come tra le più antiche testimonianze di insediamenti umani in Valle d'Aosta. 
Il sito occupa un'area pseudo-rettangolare di circa 20 metri x 30 metri in cui si contano oltre 60 tombe a cista, formate originariamente da quattro lastroni montanti coperti da una lastra più grande che deborda sui lati. Le tombe non presentano pavimentazione, sono poste direttamente sul suolo.
Nell’area archeologica, le spaccature della roccia creano corridoi coperti e viottoli scoperti, mentre i trench principali simulano grandi boulevards. Secondo Francesco Prinetti le possibilità di difesa di un tale sito appaiono ottimali e il tutto suggerirebbe «l'idea di un villaggio preistorico, di cui però non sono state trovate tracce insediative, non si sa se per ricerche insufficienti, per crolli già avvenuti o perché proprio il villaggio non c'è mai stato. Per ora solo le tombe, alcune decine, testimoniano di presenza umana in epoca neolitica, mentre le numerose incisioni rupestri, per quanto presumibilmente coeve, non danno garanzia di datazione.»
La necropoli di Vollein presenta varie analogie architettoniche con la necropoli di Champrotard.

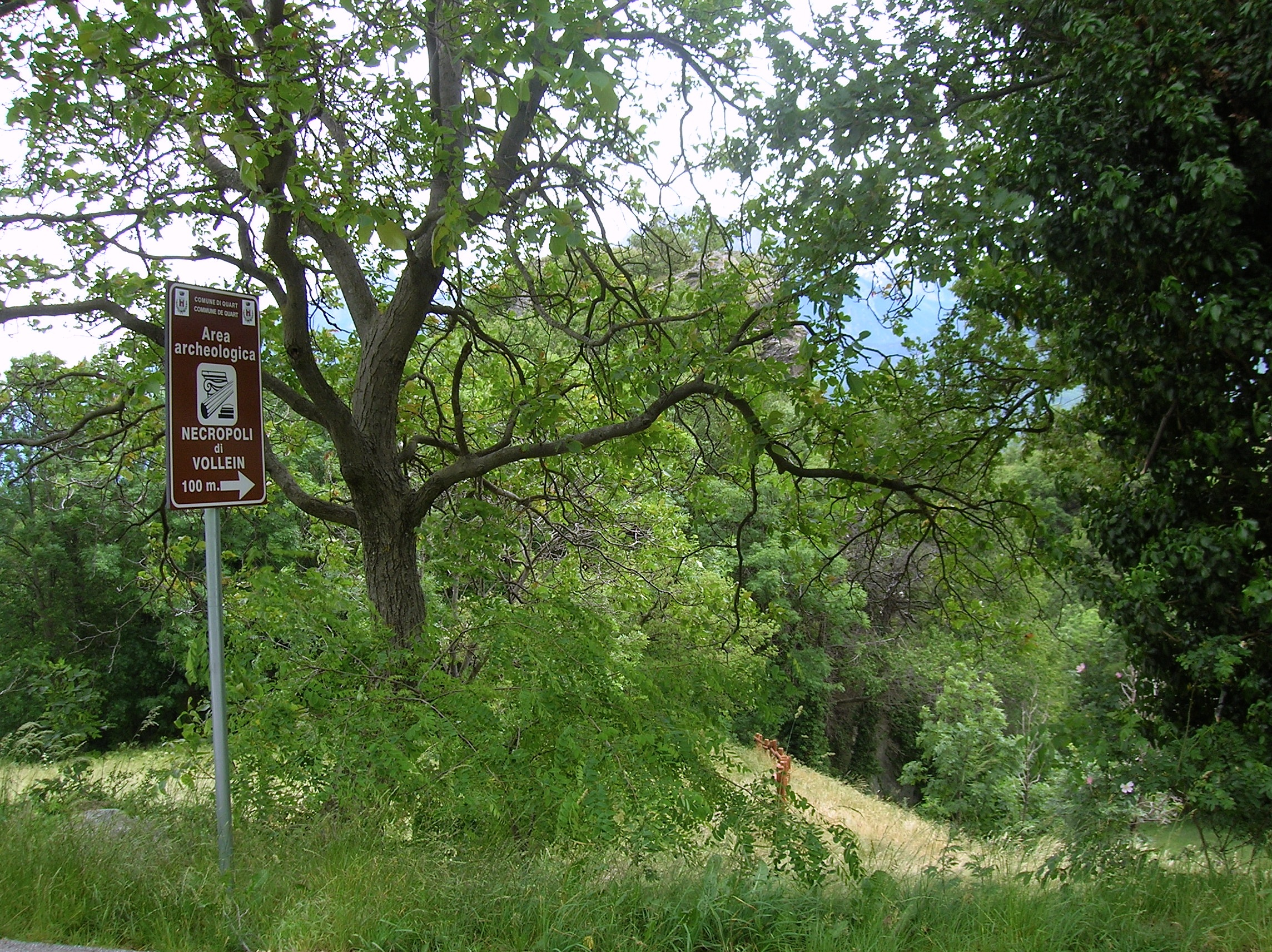
Cartello per la necropoli di Vollein.
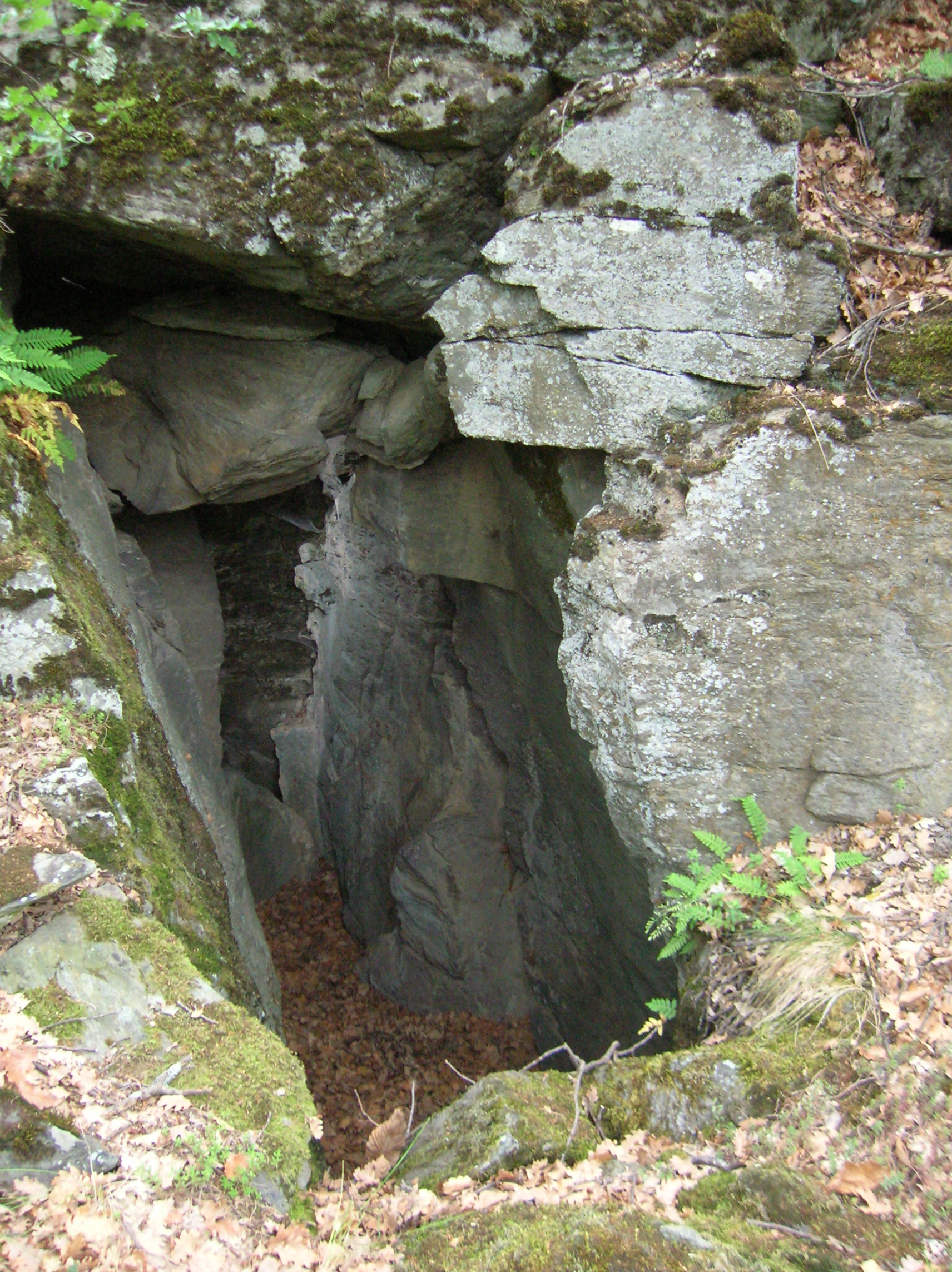
Un corridoio coperto fra blocchi fratturati. La roccia è anfibolite (metabasite oceanica).
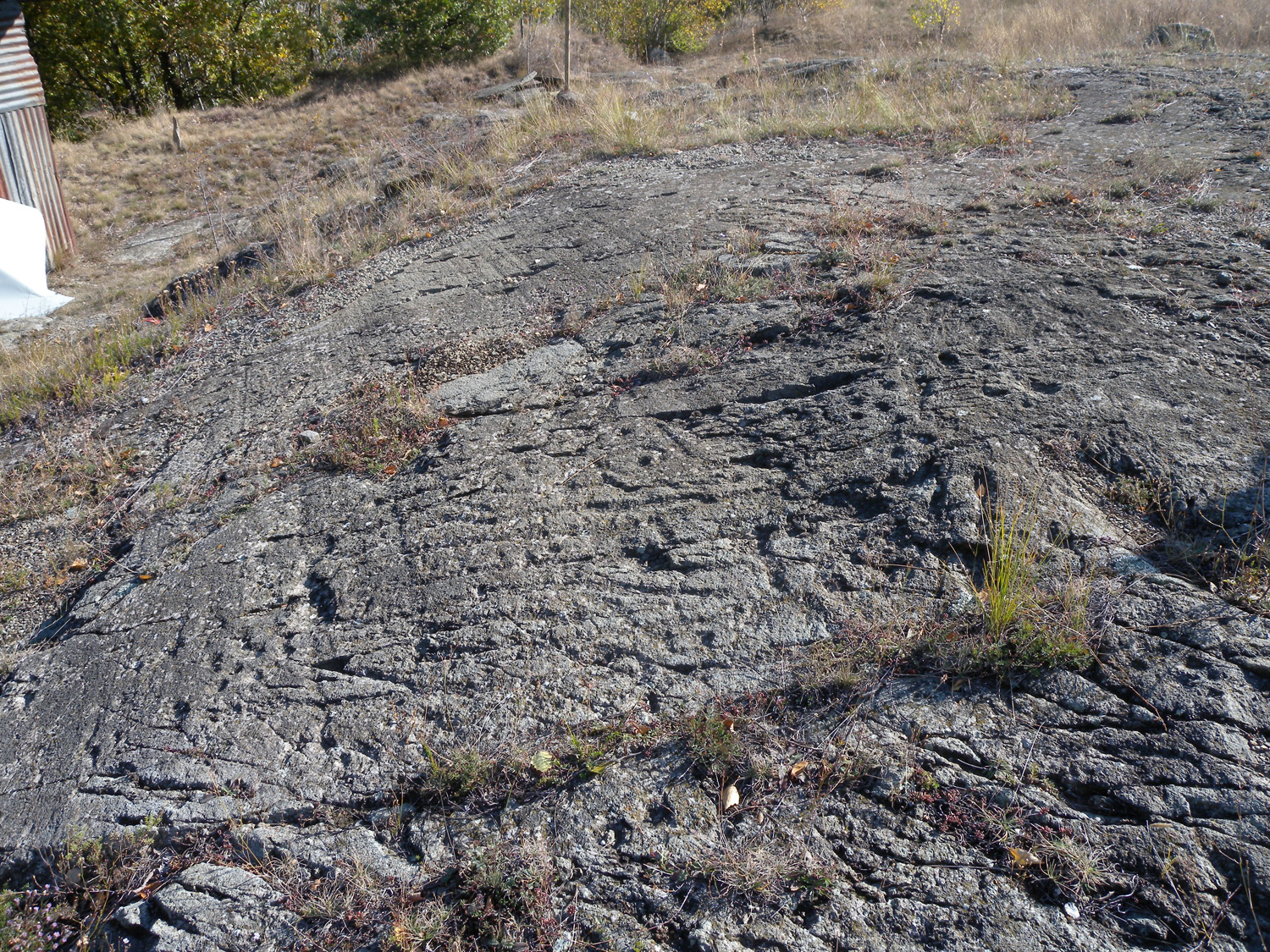
Sul blocco maggiore, levigato dall'antico ghiacciaio, si riconoscono incisioni rupestri meandriformi e a coppella.
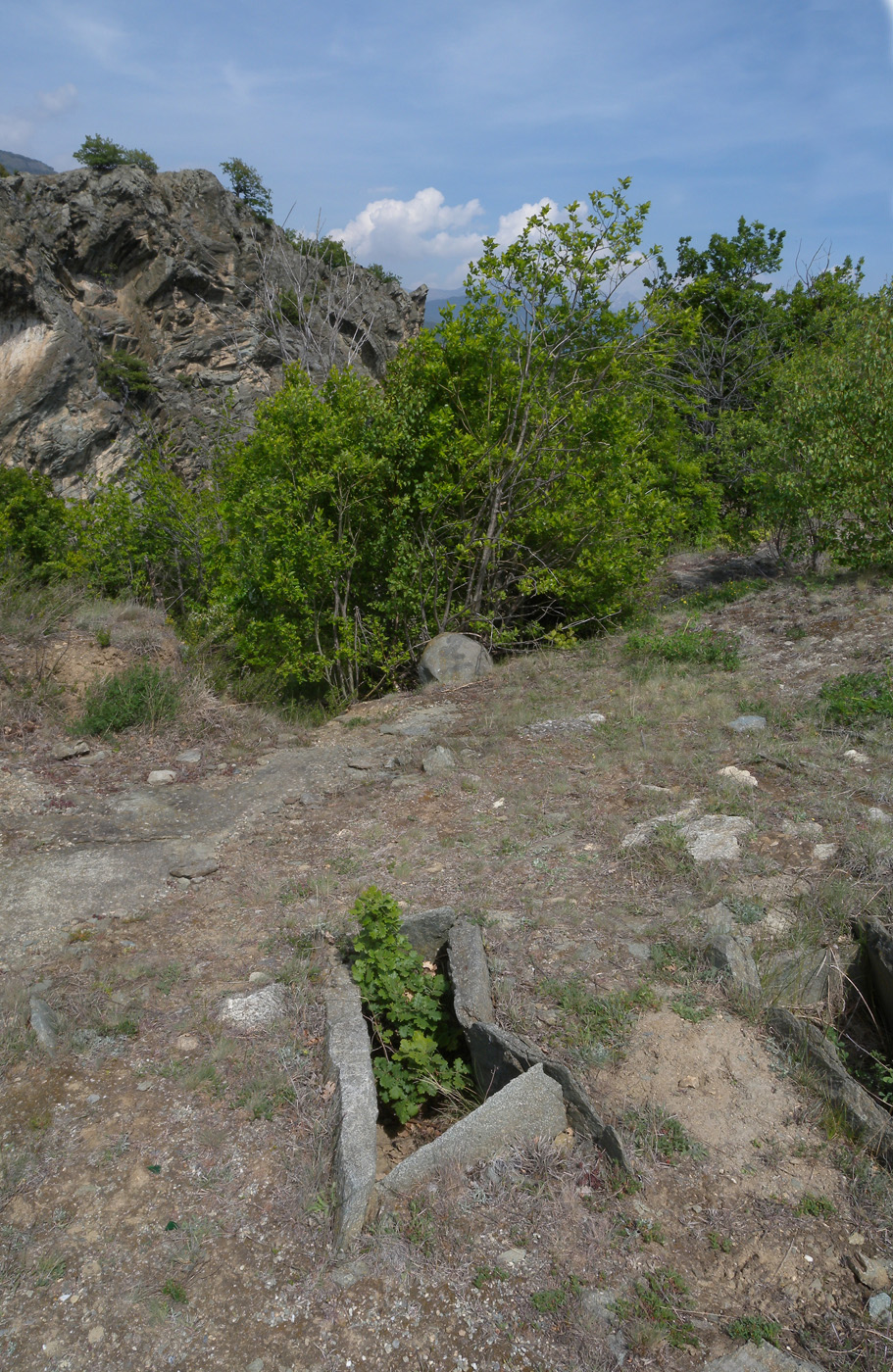
Tomba a cista nella necropoli.
Particolare della tomba con bracciale ricavato da grandi valve forate di Glycymeris sp. (foto: Franco Mezzena 1997)

## Il geosito di Vollein
Trench, traducibile dall'inglese come trincea, è un termine tecnico usato dai geologi per indicare quelle spaccature caratteristiche che preludono la nascita di un dirupo. Questi crepacci vengono descritti nella letteratura scientifica come solchi di allentamento che deformano il versante, tagli verticali che dislocano il pendio all'inizio di un dissesto. Dissesto che può attendere anche per qualche migliaio di anni, età massima dei nostri crepacci. 
Come spiega Francesco Prinetti, questi trench formano profondi precipizi solo se il versante si trova in una particolare situazione, detta di deformazione gravitativa profonda di versante (DGPV), legata probabilmente all'azione di una faglia sottostante: la faglia sbriciola la roccia in profondità creando delle condizioni (volumi vuoti, circolazione di fluidi, minor coesione) che destabilizzano la massa rocciosa sovrastante. È possibile che una sequenza di trench segni in superficie il luogo in cui in profondità si passa da roccia stabile a processi di tipo DGPV. 
I versanti in DGPV sono diffusi in Valle d'Aosta, e ne caratterizzano fortemente il paesaggio a partire dalla deglaciazione (circa 15 000 anni fa).
Con notevoli eccezioni, la maggior parte di questi trench si spalanca in luoghi impervi e non antropizzati. Tuttavia, dato che in Valle d'Aosta non si sono ancora potute svolgere indagini archeologiche sistematiche sui ripari sotto roccia, non possiamo dire se i trench siano stati utilizzati in passato dalle comunità umane.
Il geosito della necropoli di Vollein rappresenta il più celebre e il più studiato sistema di trench valdostano.
Come spiega il geologo Francesco Prinetti, a Vollein il reticolo di trench che percorre il sito, ben allineato a quadrettare il terreno, crea un'area di sprofondamento delimitata ad est da una grande parete verticale, sulla quale sono tracciate alcune vie di arrampicata. Lo sprofondamento, di una quarantina di metri, si misura sull’altezza della parete rimasta in piedi.
L'area depressa, una conca pianeggiante larga diverse centinaia di metri, è coperta da una distesa di grandi blocchi rocciosi separati da più o meno stretti passaggi interstiziali. Su blocchi contrapposti le superfici sovente corrispondono, magari a livelli leggermente diversi, e a volte sono tagliate in modo speculare come avviene per lo scorrimento istantaneo della roccia lungo un piano di faglia. L'insieme delle rocce fratturate ha subito dunque un modesto dislocamento, compatibile con la presenza di fasci di faglie e con la quarantina di metri di discesa ipotizzata poco sopra. In particolare il gran blocco centrale mostra ancora nell'orientamento originale la superficie levigata dal ghiacciaio quaternario.
Malgrado gli studi sulle DGPV e in particolare sul sito di Vollein parlino di "movimenti lentissimi", per Prinetti non è escluso che la disposizione attuale sia dovuta ad un crollo, breve ma violento, per cedimento strutturale profondo, crollo che può spiegare al meglio la fratturazione in superficie della massa rocciosa.
Il dissesto di Vollein si inserisce infatti nella parte bassa di un vasto versante in frana di tipo DGPV, che inizia già nei pressi del castello di Quart e si protende fin verso i valloni di Saint-Barthélemy. La massa di roccia fratturata fluisce attualmente verso il basso a velocità comprese fra 4 ed 8 mm/anno, misurate sulle gallerie industriali che la attraversano: su tali valori di spostamento si fa presto ad accumulare, ai lati o su singoli punti di resistenza, un dislivello che può poi venir recuperato con un crollo violento.

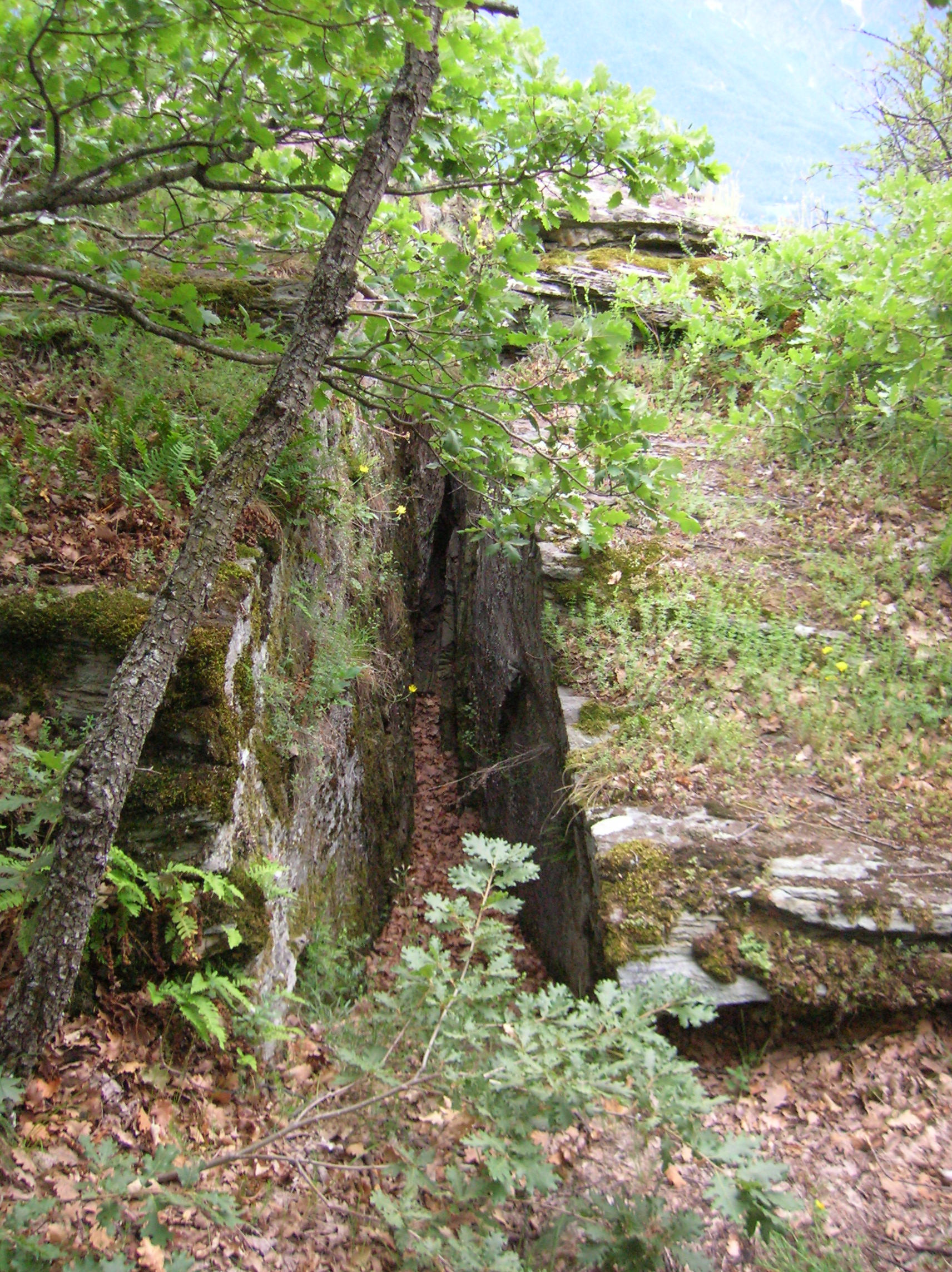
Trench.
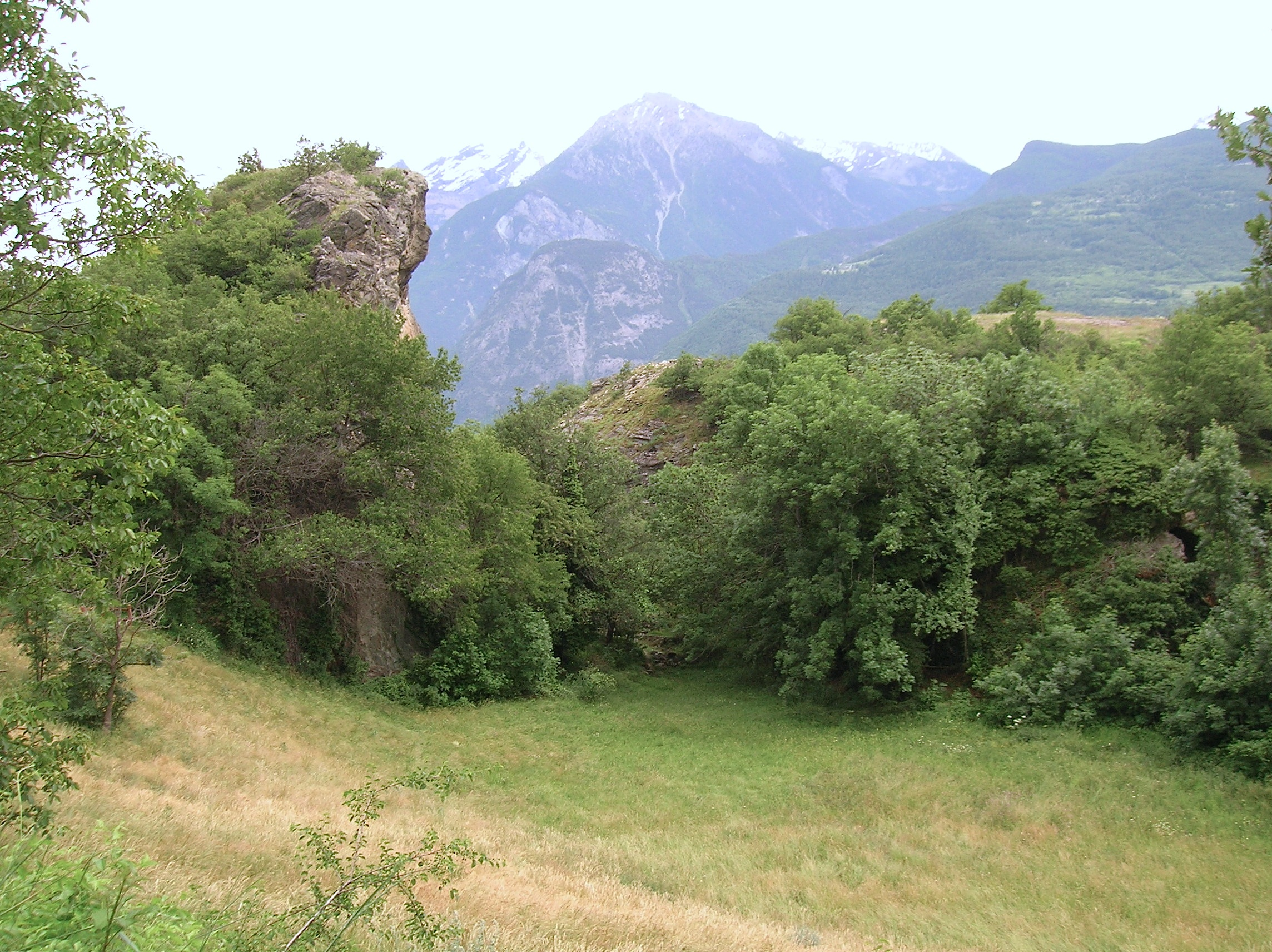
Il sito di Vollein visto da Nord: a sinistra la parete ancora in posto, verso destra il dosso roccioso levigato dal ghiacciaio quaternario, sprofondato di qualche decina di metri.
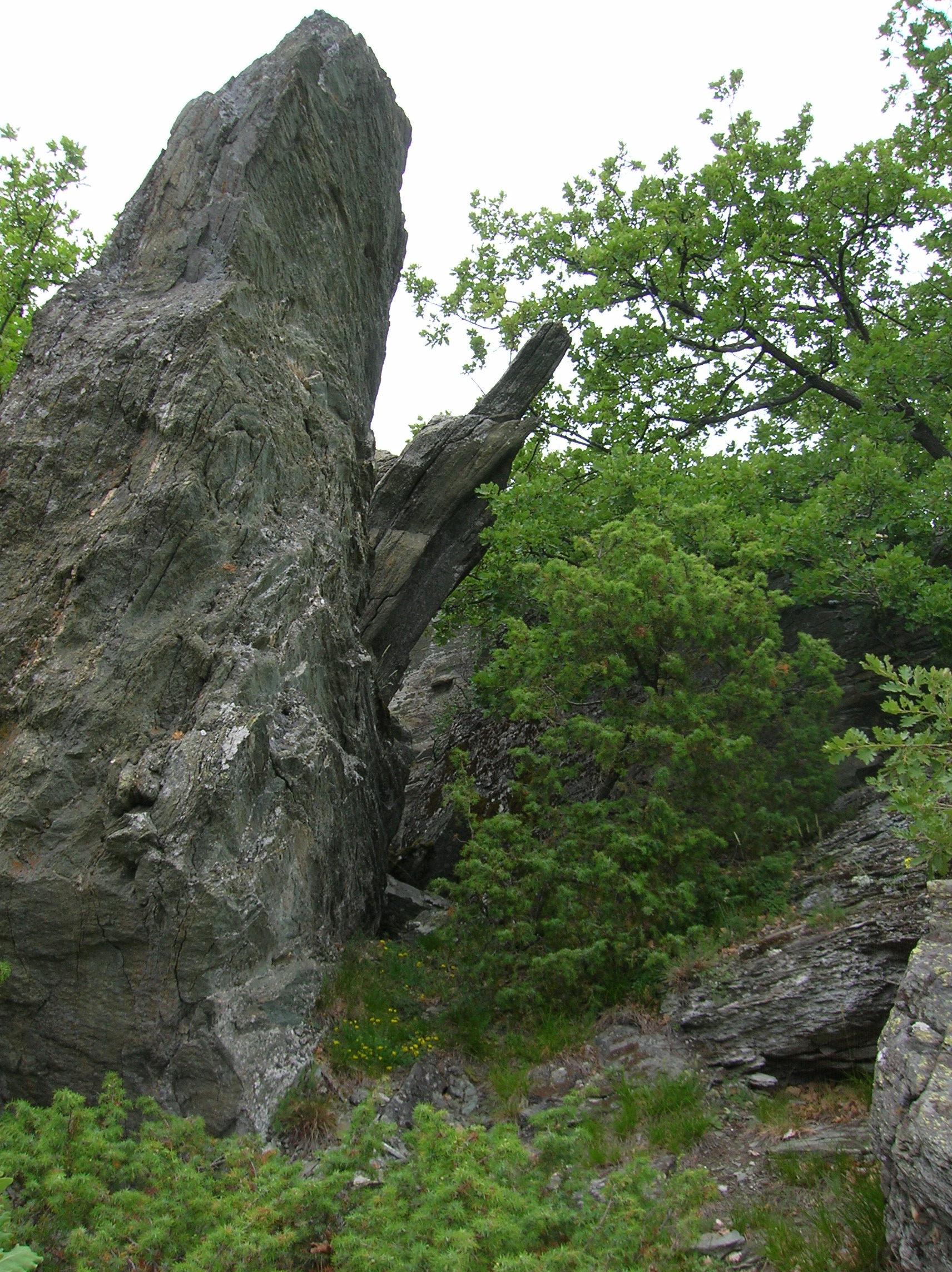
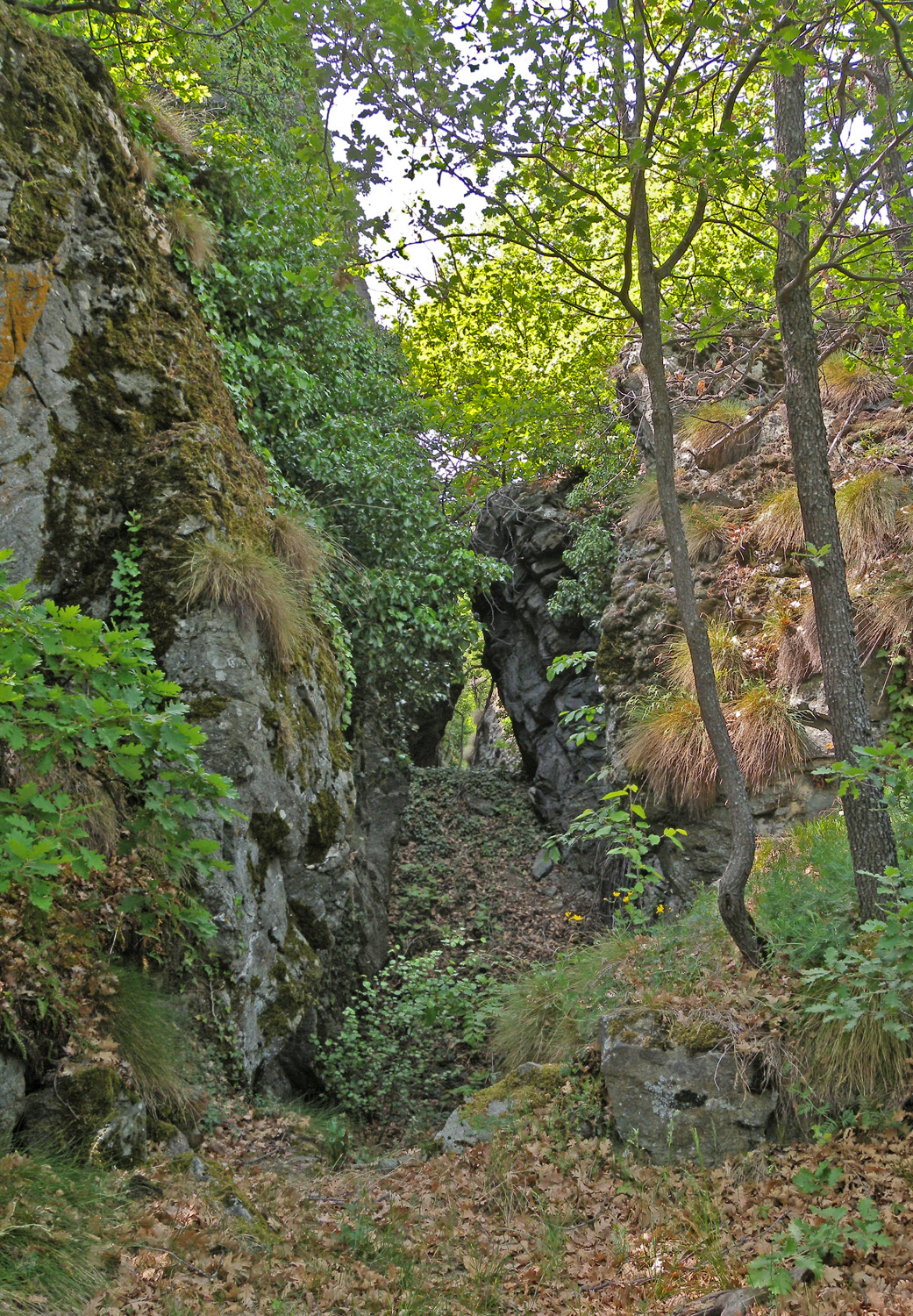
Corridoio di trench semicoperto fra blocchi di diverse dimensioni.

## Accesso
Il sito è raggiungibile da Quart seguendo la Strada Regionale 37 fino a Vollein. Dal villaggio si scende a piedi lungo la strada per 300 metri circa, quindi prendendo il sentiero attrezzato si raggiunge in pochi minuti il geosito.